# سبايك (بني تادجيت)
سبايك هي إحدى مشيخات المملكة المغربية، تتبع جغرافيا لإقليم فكيك وإداريًا لبني تادجيت. يقدر عدد سكانها بـ 1392 نسمة حسب الإحصاء الرسمي للسكان والسكنى لسنة 2004.